# Feimlisburg
Die Feimlisburg ist eine abgegangene Wallburg bei dem Ortsteil Kirchhofen der Gemeinde Ehrenkirchen im Landkreis Breisgau-Hochschwarzwald in Baden-Württemberg. Von der nicht genau lokalisierbaren Burganlage, die vermutlich als Fliehburg diente, ist nichts erhalten.